# やったろうぜ!
「やったろうぜ!」は、音楽ガッタスの2枚目のシングル。2007年12月5日にアップフロントワークスのzetimaレーベル（販売元はソニー・ミュージックディストリビューション）より発売。

## 概要
- 初回生産限定盤（CD+DVD）と、通常盤（CDのみ）の二形態発売。
- 今作で、メンバーの真野恵里菜・武藤水華の参加がラストとなった。
- モーニング娘。の代表曲である『LOVEマシーン』や『恋のダンスサイト』でも編曲を手掛けたダンス☆マンが編曲を担当。

## 収録曲
全作詞・作曲：つんく
1. やったろうぜ!
編曲：ダンス☆マン
2. 栄えろ羽ばたけ ガッタスブリリャンチスH.P.
編曲：湯浅公一
3. やったろうぜ! (Instrumental)

## 参加ミュージシャン
やったろうぜ!
- コーラス&プログラミング：ダンス☆マン
- ギター&マニピュレート：JUMP MAN
- キーボード&コーラス：WATA-BOO
- ベース：YOGA FIRE!
- パーカッション：飯田ヒロシ
- トランペット：桑野信義・田中哲也
- サックス：山中成高
- トロンボーン：川松久芳

栄えろ羽ばたけ ガッタスブリリャンチスH.P.
- プログラミング：湯浅公一
- コーラス：つんく・竹内浩明